# Saint Mary (Jamaica)
Saint Mary is een parish van Jamaica. Het grenst in het westen aan Saint Ann en in het zuiden aan Saint Catherine en Saint Andrew. De hoofdstad is Port Maria. Op 611 km² woonden in 2001 ongeveer 112.000 mensen. Het gebied is bergachtig met het hoogste punt 1219 meter boven de zeespiegel.

## Geschiedenis
Saint Mary was een van de eerste gebieden die door de Spanjaarden werden bezet. Puerto Santa Maria, later Port Maria, is de tweede stad die de Spanjaarden aan het eind van de vijftiende eeuw stichtten op het eiland. De streek was toen bewoond door Taínos en Arawaks die zich zo'n acht eeuwen eerder vanuit Zuid-Amerika op het eiland Xamayca hadden gevestigd. Sporen van hun cultuur zijn in de gehele parish te vinden. Na de verovering van Jamaica door Engeland in 1655 werd de naam van het gebied gewijzigd van Santa Maria naar Saint Mary.
Gevluchte slaven (Maroons genoemd) vestigden zich in dit gebied. In 1760 ontstond onder leiding van Tacky de paasrevolutie. Saint Mary speelde zo een belangrijke rol in de beëindiging van de slavernij.
De huidige vorm kreeg het parish in 1867 toen het werd samengevoegd met de parish Metcalfe.
De Britse schrijver Ian Fleming bezat op het eiland een landgoed, genaamd Golden Eye-Estate. Elk jaar trok hij zich daar drie maanden terug om er een nieuwe Bond-roman te schrijven.

## Economie
Landbouw is de voornaamste bron van inkomsten. Er worden bananen, suikerriet, citrusvruchten, specerijen, cacao, kokosnoten, groenten en fruit geteeld. In de laatste jaren ontwikkelde de landbouw slecht, vanwege de verminderde export van bananen. Saint Mary is een van de armste gebieden van Jamaica. Het toerisme speelt in dit gebied slechts een kleine rol.

## Onderwijs
Ondanks de armoede heeft het een van de meest vooraanstaande scholen van Jamaica. Op St. Mary High hebben veel bekende personen les gehad.

## Geboren
- Erna Brodber (1940), schrijver en socioloog
- Beres Hammond (1955), reggaezanger
- Cecil Campbell, artiestennaam Ini Kamoze (1957), reggae-artiest
- Norman Cowans (1961), Engelse cricketspeler
- Venice Kong (1961), model en actrice
- Clifton George Bailey (1967), artiestennaam Capleton en ook als Black Collie, King Shango, King David, The Fireman en The Prophet, reggae-artiest
- Jimmy Adams (1968), cricketspeler
- Beverly McDonald (1970), sprinter
- Marion Hall, artiestennaam Lady Saw (1972), reggaezangeres
- Danny McFarlane (1972), hordeloper
- Greg Haughton (1973), sprinter
- Tanya Stephens (1973), reggaezangeres
- James Beckford (1975), verspringer
- Miguel Orlando Collins, artiestennaam Sizzla (1976), reggae-artiest
- Aleen Bailey (1980), sprintster
- Stephen deRoux (1983), voetballer
- Leford Green (1986), sprinter en hordeloper
- Remaldo Rose (1987), sprinter

Clarendon · Hanover · Kingston · Manchester · Portland · Saint Andrew · Saint Ann · Saint Catherine · Saint Elizabeth · Saint James · Saint Mary · Saint Thomas · Trelawny · Westmoreland